# 吉奧羅夫峰

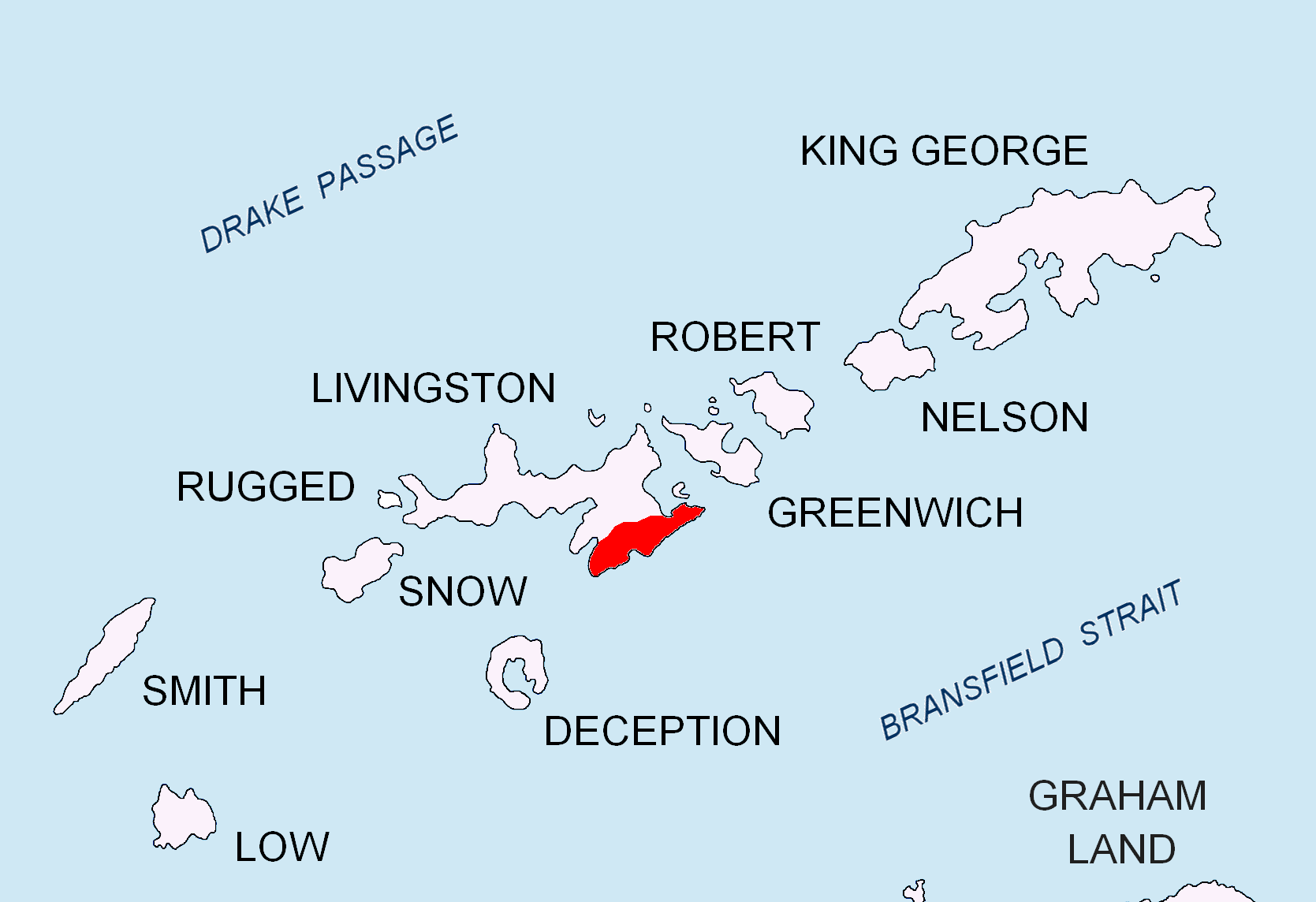

吉奧羅夫峰是南極洲的山峰，位於南設得蘭群島的利文斯頓島，屬於騰格里山脈中德爾切夫嶺的一部分，海拔高度250米，處於卡贊勒克峰西北面0.65公里。
62°37′40″S 59°57′49″W / 62.62778°S 59.96361°W

## 外部連結
- Composite Antarctic Gazetteer（页面存档备份，存于）.